# Турянський потік
Турянський потік (словац. Turiansky potok) — річка в Словаччині, права притока Райчанки, протікає в окрузі Жиліна.
Довжина приблизно 9.9 км. Витік знаходиться в масиві Мала Фатра — частина Лучанська Фатра; схил гори Зазріва — на висоті близько 1260 метрів. Впадає потік Поломець. Протікає територією села Тур'є.
Впадає в Райчанку на висоті приблизно 380-390 метрів.